# Robert Zotnowski
Robert Zotnowski – amerykański producent i były wiceprezydent działu seriali telewizji CBS, przewodniczący departamentu telewizji Kennedy/Marshall Company.
W 1998 roku dołączył do stacji CBS, gdzie zajmował różne stanowiska, aż finalnie stał się wiceprezydentem działu seriali. Nadzorował między innymi powstawanie takich seriali jak Żona Idealna, Agenci NCIS: Los Angeles, Mentalista, Zabójczy Umysł, czy Zaklinacz Dusz.
Razem z Davidem Fincherem koprodukował 6 sezonów House of Cards, za który był dwa razy nominowany do nagród amerykańskiej gildii producentów, a także 5 krotnie nominowany do nagrody Emmy za najlepszy serial dramatyczny.
Zotnowski był również producentem wykonawczym pierwszego polskiego serialu wyprodukowanego przez Netlifxa – 1983.
Obecnie pełni funkcje przewodniczącego departamentu telewizyjnego Kennedy/Marshall Company, gdzie pracuje z Frankiem Marshallem i Kathleen Kennedy.  

## Filmografia (producent)
- 1983 (2018)
- House of Cards (2013-2018)
- Mars Project (2016)
- Kniefman (2014)
- The Ordained (2013)